# Le saut à la couverture
Le saut à la couverture er en fransk stumfilm fra 1895 af Louis Lumière.